# Heo Gyun
Heo Gyun (* 3. November 1569 in Gangneung; † 24. August 1618) war ein koreanischer Politiker, Romanautor, Schriftsteller und Philosoph der Joseon-Dynastie.
Er war Mitglied der Sarim-Partei Buk-in (북인, 北人). Seine Spitznamen  waren Gyosan (교산, 蛟山), Seongso (성소, 惺所) und Haksan (학산 鶴山). Die Autorschaft von Die Geschichte von Hong Gil-dong wird ihm zugeschrieben, ist aber nicht sicher geklärt.

## Leben
Geboren wurde Heo Gyun in Gangneung als Sohn von Heo Yeop und seiner 2. Frau (von ihr ist nur der Familienname Kim 김 überliefert). Heo Gyuns Schwester Heo Chohui war eine bekannte Dichterin und Malerin, sein Bruder Heo Pong ebenfalls Politiker und in administrativen Positionen. Heos Familie gehörte der Oberschicht an (Yangban) (Der Vater war laut Englischem Wikipedia-Artikel Bürgermeister von Gangneung, nach Darstellung eines der Fremdenführer in Gangneung, Gouverneur des Districts Gangwon, dessen Hauptstadt Gangneung ist.)
Heo Gyun bekam eine gute Ausbildung und bestand Im Jahre 1594 das Examen für die höchste Beamten-Laufbahn. Unter dem Einfluss seines Mentors Yi Dal 李達, entwickelte Heo Gyun eine liberale Grundhaltung. Er träumte von einer Gesellschaft mit mehr Freiheiten und ohne die doppelte Moral und die Unterdrückung, die er in den Ansichten seines Vaters und den Bereichen von Gesellschaft, Politik und Literatur sah.(S. 291) Aufgrund seiner politischen Reden und Anstachelung zu Aufständen wurde er 5 Mal in die Verbannung geschickt. Aufgrund seiner Fähigkeiten gelang es Heo Gyun jedoch immer wieder in den Regierungen seiner Zeit in hohe Positionen zurückzugelangen, wie z. B. Justiz-Minister. Beim 6. Mal wurde er unter der Regentschaft von König Gwanghae wegen Volksverhetzung zum Tode verurteilt und hingerichtet.(S. 290)
Das Werk Die Geschichte von Hong Gil-dong, einer Art koreanischen Robin Hood, wird ihm häufig zugeschrieben. Sie spiegelt sein politisches Denken wider. Allerdings ist seine Autorschaft an dieser Geschichte nicht sicher geklärt.

## Werke
- Honggildongjeon (홍길동전, 洪吉童傳) (vermutlich)
- Dongguk myeongsandong cheonjuhaegi (동국명산동천주해기, 東國名山洞天註解記)
- Domundaejak (도문대작, 屠門大嚼)
- Namgungdujeon (남궁두전, 南宮斗傳)
- Yujaeron (유재론)
- Seongsobu bugo (성소부부고, 惺所覆覆藁)
- Haksan chodam (학산초담, 鶴山樵談)
- Gukjo sisan (국조시산, 國朝詩刪)
- Hanjeongnok (한정록, 閑情錄)
- Gyosansihwa (교산시화, 蛟山詩話)
- Gosiseon (고시선, 古詩選)
- Sachesungdang (사체성당, 四體盛唐)
- Dangsiseon (당시선, 唐詩選)
- Songohghasicho (송오가시초, 宋五家詩抄)
- Myungsagashiseon (명사가시선, 明四家詩選)
- Eomcheosajeon (엄처사전)
- Songoksaninjeon (손곡산인전)
- Jangsaninjeon (장산인전)
- Jangsaengjeon (장생전)
- Namgung seonsaengjeon (남궁선생전)